# Los Embajadores del Rey
Los Embajadores del Rey es un álbum colaborativo de reguetón, rap y hip hop lanzado por el cantante puertorriqueño Santito en 2007. Esta producción contó con la participación de Funky, Manny Montes, Redimi2, Alex Zurdo, Bengie, Goyo, Travy Joe, entre otros.

## Lista de canciones
| #  | Título                   | Artistas                              | Productor (es)                     |
| -- | ------------------------ | ------------------------------------- | ---------------------------------- |
| 1  | Intro                    | Santito                               | Andrés                             |
| 2  | Rompiendo Límites        | Alejandro & Santito                   | Andrés                             |
| 3  | Sangre Real              | Funky, Manny Montes & Santito         | Andrés                             |
| 4  | Mi Dialecto              | Redimi2                               | PBC & Obed El Arquitecto           |
| 5  | Nadie Como Tú            | Yoly                                  | Andrés                             |
| 6  | Guillao                  | Santito                               | Andrés & Casper                    |
| 7  | Ajustense Los Cinturones | Ángel Gabriel                         | Andres                             |
| 8  | Llévame De La Mano       | Memo & Ungido                         | Jetson El Supersónico              |
| 9  | Domingo Más Na           | Bengie & Santito                      | Andrés                             |
| 10 | Soy Representante        | Alex Zurdo                            | Obed El Arquitecto & Elí El Mozart |
| 11 | Tu Eres                  | Yoly                                  | Andrés                             |
| 12 | Aunque traten            | Lil Pito & Santito                    | Bengie                             |
| 13 | Esto Es Poderoso         | Goyo                                  | Sandy NLB                          |
| 14 | Sobrenatural             | Alejandro                             | Andrés                             |
| 15 | Embajadores              | MC Charles & Christian                | Christian                          |
| 16 | Escogidos                | Isasskill & Samally                   | Obed El Arquitecto & Elí El Mozart |
| 17 | Corazón Guerrero         | Humbe & Santito                       | Andrés                             |
| 18 | Soy Vencedor             | Travy Joe & Ricky "El Conserje"       | Barimix                            |
| 19 | En Tu Presencia          | Abdi & Micky Medina                   | Bengie                             |
| 20 | I'm Not Ashamed          | PBC & Joseph King                     | Nan2                               |
| 21 | Grito de Guerra          | Ángel & Christian                     | Christian                          |
| 22 | Trompeta Final           | Jun G                                 | Jetson El Supersónico              |
| 23 | Suena                    | Manny Montes, Santito & Ángel Gabriel | Andrés                             |

## Los Embajadores del Rey Live
Los Embajadores del Rey Live es el primer álbum en vivo de reguetón, rap y hip hop y el segundo álbum, lanzado por el cantante puertorriqueño Santito en 2008. Esta producción grabada en vivo desde Puerto Rico, contó con la participación de Manny Montes,  Alejandro, Yoly, Ángel Gabriel, Memo & Ungido, entre otros.

### Lista de canciones
| #  | Título                   | Artistas                                  |
| -- | ------------------------ | ----------------------------------------- |
| 1  | Intro                    | Santito                                   |
| 2  | Rompiendo Límites        | Alejandro & Santito                       |
| 3  | Corazón Guerrero         | Santito                                   |
| 4  | Ajustense Los Cinturones | Ángel Gabriel                             |
| 5  | Nadie Como Tú            | Yoly                                      |
| 6  | Tu Eres                  | Yoly                                      |
| 7  | Sobrenatural             | Alejandro                                 |
| 8  | Guillao                  | Santito                                   |
| 9  | Aunque Traten            | Lil Pito                                  |
| 10 | Llévame De La Mano       | Memo & Ungido                             |
| 11 | Sangre Real              | Manny Montes & Santito                    |
| 12 | El Inmortal              | Manny Montes                              |
| 13 | Predicación              | Santito                                   |
| 14 | Suena                    | Manny Montes, Santito & Ángel Gabriel     |
| 15 | Reconocimientos          | Santito                                   |
| 16 | Grandes Son Tus Obras    | Zayell & Feldi "Los Evangelistas Urbanos" |
| 17 | Una Muchachita           | Kiara                                     |
| 18 | Hasta Que Amanezca       | Erick Daulet                              |
| 19 | Exhortación              | Louis Santiago                            |
| 20 | Vamos A Seguir Alabando  | Memo & Ungido                             |
| 21 | Sube El Volumen          | Manny Montes                              |